# Silko

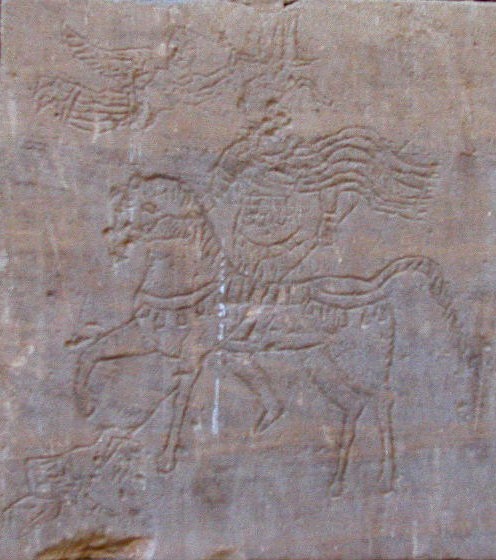
Graffito auf einer Säulenschranke des Kalabscha-Tempels: Während Silko auf einem Pferd sitzend mit einer Lanze einen Blemmyer niedersticht, krönt ihn die Siegesgöttin Nike mit der altägyptischen Hem-Hem-Krone.

Silko war ein König von Nobatia, der in der ersten Hälfte des 5. Jahrhunderts regierte und vielleicht Nachfolger des Charamadoye war. Sein Nachfolger war Aburni.

## Tempelinschrift
Silko ist von zwei Quellen bekannt. Eine Inschrift in schlechtem Griechisch aus dem 5. Jahrhundert auf einer Wand des Mandulis-Tempels in Kalabscha bezeichnet Silko als König der Nobaden und der Äthiopier und berichtet von drei Feldzügen gegen die Blemmyer. Ein Angriff auf Talmis (Kalabscha) und Taphis (Taifa) wird erwähnt. Silko berichtet, dass er siegreich war und diese Orte beim dritten Angriff eroberte. Er ist der letzte Herrscher, der in pharaonischer Manier auf einer altägyptischen Tempelwand abgebildet ist.
Die Inschrift von Kalabscha wurde verschiedentlich als Beleg für den christlichen Glauben Silkos gedeutet. Er erwähnt darin, dass Gott (griechisch θεός, theós) ihm zum Sieg verholfen habe. Das Gegenargument lautet, der Begriff könne sich auch auf den im Tempel verehrten Sonnengott Mandulis bezogen haben. Sollte Silko noch Anhänger der alten nubischen Religion gewesen sein, so könnte nach einer nicht von weiteren Fakten getragenen Vermutung sein Sekretär oder Schreiber Christ gewesen sein und das Wort für den christlichen Gott von sich aus eingefügt haben. Daran lassen jedoch die allgemein nicht so weitreichenden Befugnisse der Untergebenen zweifeln.

## Literarische Quelle
Silko wird ferner in einem teilweise unverständlichen Brief des Blemmyer-Königs Phonen an den nobatischen König Aburni aus der Mitte des 5. Jahrhunderts erwähnt, der sich 1976 in Qasr Ibrim fand. Hier erscheint Silko ebenfalls als Feind der Blemmyer. Alle Dokumente, die Silko nennen, sind in Griechisch verfasst und bezeugen, dass zu dieser Zeit die meroitische Sprache, zumindest in Unternubien, nicht mehr im Gebrauch war.